# Oscar za najbolji kratkometražni igrani film
Oscar za najbolji kratkometražni igrani film (eng. Academy Award for Live Action Short Film) je nagrada koju dodjeljuje Akademija filmskih umjetnosti i znanosti (AMPAS) za filmove koji, uključujući i odjavnu špicu, ne traju dulje od 40 minuta. Pojam "live action" znači da film nije animiran, tj. da je snimljena izvedba glumaca. Slabije upućeni često griješe prevodeći "live action film" kao "akcijski film". Jedinstvena kategorija za kratkometražni igrani film postoji od 1957. godine, a današnje ime nosi od 1974.

## Povijest
Od 1932. do 1935. godine postojale su dvije kategorije, "Short Subjects, Comedy" (hrv. Kratkometražni, komedija) i "Short Subjects, Novelty" (hrv. Kratkometražni, novitet). Godine 1936. i 1937. postoje tri kategorije: "Short Subjects, one-reel" (hrv. Kratkometražni, jedna rola), "Short Subjects, two-reel" (hrv. Kratkometražni, dvije role) i "Short Subjects, Color" (hrv. Kratkometražni, u boji). Kategorija kratkometražnih filmova u boji dodijeljena je samo 1936. i 1937., nakon čega je ukinuta, dok je podjela na filmske vrpce, odnosno na broj rola, ostala zaključno do 1956. godine. Od 1957. postoji jedinstvena kategorija za kratkometražni igrani film. (Na engleskom jeziku, od 1957. zove se "Short Subjects, Live Action Subjects", od 1971. naziv je "Short Subjects, Live Action Films", da bi 1974. kategorija dobila naziv "Live Action Short Film".)